# Enchelyurus brunneolus
Espèce
Statut de conservation UICN

 LC  : Préoccupation mineure
Enchelyurus brunneolus est une espèce de poissons marins de la sous-famille des Blenniinae (famille des Blenniidae).

## Description
Enchelyurus brunneolus peut mesurer jusqu'à 29 mm, queue non comprise.

## Répartition

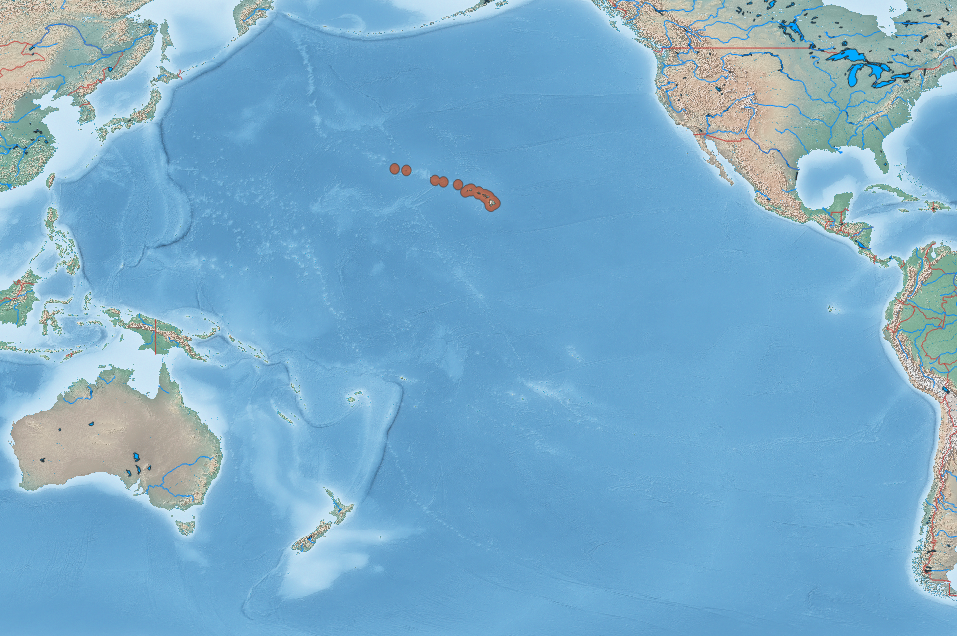
Aire de répartition de Enchelyurus brunneolus selon l'UICN (2025).

Ce poisson est endémique d'Hawaï (États-Unis). Il est présent depuis la surface et jusqu'à une profondeur de 3 m.

## Systématique
Le nom valide complet (avec auteur) de ce taxon est Enchelyurus brunneolus (Jenkins (d), 1903).
L'espèce a été initialement classée dans le genre Aspidontus sous le protonyme Aspidontus brunneolus Jenkins, 1903,.
Enchelyurus brunneolus a pour synonyme :
- Aspidontus brunneolus Jenkins, 1903

### Étymologie
Son épithète spécifique, du latin brunneolus, « brun sombre », fait référence à sa couleur lorsqu'il est conservé dans l'alcool, ce poisson étant uniformément noir lorsqu'il est vivant.

### Publication originale
- (en) Oliver P. Jenkins, « Report on collections of fishes made in the Hawaiian Islands, with descriptions of new species », Bulletin of the United States Fish Commission, Washington, Government Printing Office, vol. 22,‎ 1903, p. 417-511 (OCLC 1506338, lire en ligne).